# IC 2387
IC 2387 — галактика типу SBc () у сузір'ї Рак.
Цей об'єкт міститься в оригінальній редакції індексного каталогу.